# Bifenyl
Bifenyl is een organische verbinding met als brutoformule C12H10. De stof vormt kleurloze of gele kristallen en heeft een karakteristieke, door veel mensen als prettig omschreven, geur. Bifenyl is een aromatische koolwaterstof die commercieel beschikbaar is.
Bifenyl is belangrijk als uitgangsstof voor de bereiding van polygechloorde bifenylen of pcb's. Deze laatste groep verbindingen is in het verleden veel gebruikt als isolerende vloeistof in condensatoren en als koelvloeistof. Daarnaast is bifenyl een belangrijk tussenproduct in de bereiding van emulsie-stabilisatoren, optische witmakers, gewasbeschermingsmiddelen en plastics.

## Eigenschappen
Natuurlijke bronnen voor bifenyl zijn koolteer, aardolie en aardgas. De stof kan door destillatie uit deze mengsels gewonnen worden. Bifenyl is onoplosbaar in water, maar goed oplosbaar in de gebruikelijke organische oplosmiddelen.
Het bifenylmolecuul bestaat uit twee benzeenringen, die via een enkele binding aan elkaar gekoppeld zijn. Er zijn geen functionele groepen in het molecuul aanwezig, zodat de stof chemisch niet erg reactief is. Het vlampunt is 113 °C, de zelfontbrandingstemperatuur 540 °C.

## Stereochemie
De draaiing om de centrale enkele binding in het molecuul is sterisch gehinderd. Dit is vooral waar voor bifenylen met substituenten op de ortho-plaatsen. Om deze reden zijn een aantal bifenylen in optische isomeren te splitsen.

## Biologische aspecten
Bifenyl voorkomt de groei van schimmels, waaronder dus ook paddenstoelen, en wordt om die reden als conserveermiddel gebruikt. Het wordt vooral toegepast bij de bescherming van citrusvruchten tijdens het transport. De stof is niet meer erkend als voedingsadditief in de Europese Unie (E230 in combinatie met E231, E232 en E233 zijn uit de lijst van toegelaten voedingsadditieven geschrapt door Richtlijnen 2003/114/EG en 98/72/EG), maar wordt beschouwd als een gewasbeschermingsmiddel. Bifenyl is biologisch afbreekbaar.

## Gesubstitueerde bifenylen
De met meerdere chlooratomen gesubstitueerde bifenylen pcb's werden als elektrische isolatie in condensatoren en als warmtewisselaar gebruikt. De broomderivaten vinden toepassing als vlamvertragers.
Een aantal derivaten van bifenyl, zoals BINAP, vindt als ligand toepassing in de voor onder andere medicijnbereiding belangrijke asymmetrische synthese.
Medicijnen als Valsartan en Telmisartan bevatten in hun molecuul de bifenylstructuur.
Cyanobifenylen met een lange koolwaterstofketen worden gebruikt als vloeibaar kristal. Het commercieel toegepaste mengsel E7 bestaat uit diverse van deze cyanobifenylen.
De synthese van derivaten is mogelijk op een groot aantal manieren. Zowel de route via het niet gesubstitueerde bifenyl als koppeling van al gesubstitueerde benzeenringen wordt toegepast. De laatste route wordt vooral toegepast als de twee helften van het molecuul op verschillende manieren gesubstitueerd zijn. Als koppelingsreacties worden onder anderen de Ullmann-reactie en de Suzuki-reactie gebruikt.